# Rafael Monleon i Torres
Rafael Monleón i Torres (València, 1843 - Madrid, 24 de novembre de 1900), va ser un artista polifacètic (pintor, gravador, ceramista, maquetista, dissenyador), arqueòleg, historiador i pilot naval valencià.

## Biografia
Fill de l'arquitecte Sebastià Monleon Estellés, professor de la Reial Acadèmia de Belles Arts de Sant Carles (València), ja havia estudiat pintura en aquesta mateixa acadèmia (1855-1866) quan va començar a treballar com a pilot de la marina mercant i va navegar per tot Europa. A Brugge va ser deixeble de Paul Jean Clays i es va formar també com gravador. Al seu retorn a Espanya va perfeccionar els seus estudis amb el mestre de paisatgistes Carlos de Haes i amb Rafael Montesinos.

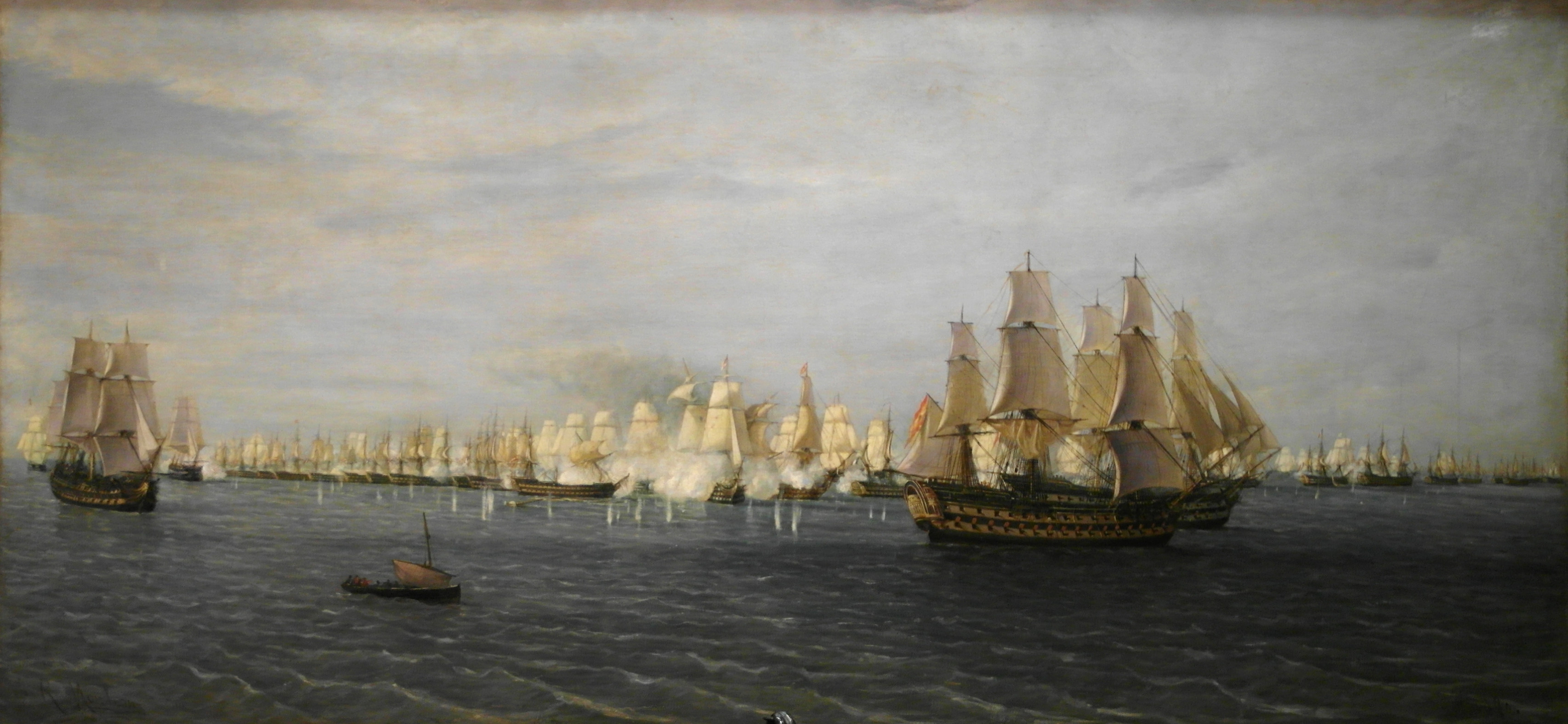
Representació de la batalla de Trafalgar, de 1870.

Va treballar al principi com a decorador de rajoles i la seva experiència com a pilot li va donar un particular domini de la marina, iniciant la gran tradició llevantina que culminaria amb Joaquín Sorolla. Va pintar sobretot naufragis i tempestes d'inspiració romàntica, però va anar a més un destre gravador, arqueòleg i historiador naval, activitat que va desenvolupar sobretot a partir de 1870 quan va ser nomenat pintor conservador-restaurador del Museu Naval de Madrid, institució que conserva algunes de les seves marines de contingut històric més aconseguides: Combat del Callao (1869), Defensa de la Carraca contra els cantonals insurrectes (1873), Defensa del Morro de l'Havana (1873), El cadàver d'Hernando de Soto és llançat al Mississippí (1887), Hernán Cortés mana cremar les seves naus (1887) o Combat del navili "Catalán" de seixanta canons al comandament del tinent Serrano contra l'anglès "Merry" de vuitanta manat per l'almirall Vernon, en 1774 (1888).

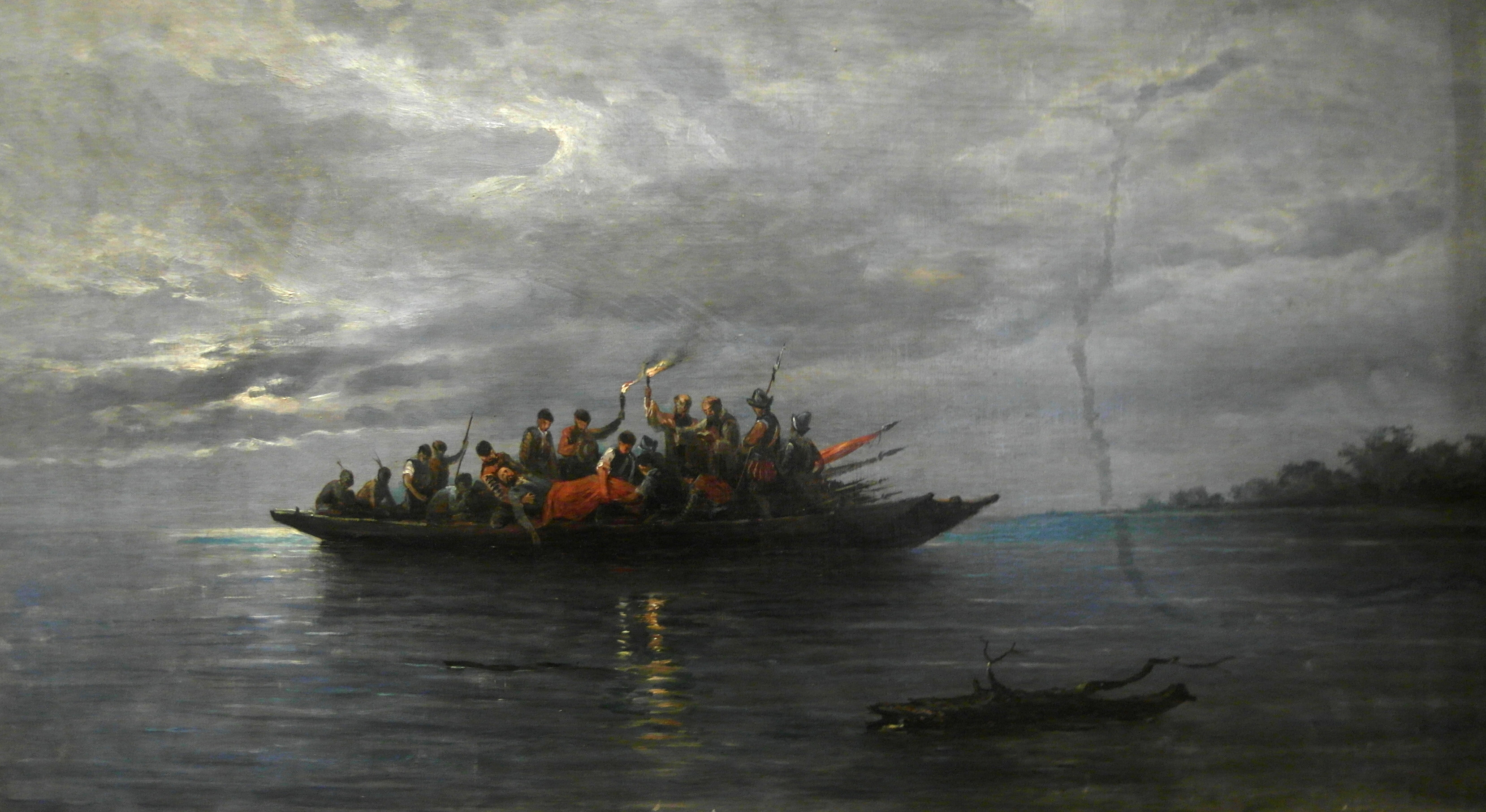
El cadàver d'Hernando de Soto és llançat al Mississippí, de 1887.

La seva empresa més ambiciosa no va arribar a ser publicada en vida. Es tracta de la Història gràfica de la navegació i de les construccions navals en tots els temps i en tots els països, il·lustrada amb més de mil dibuixos, plans i aquarel·les i completada al llarg de tots els anys en què Monleón va estar en el museu. Conté aquesta obra centenars de textos i vinyetes amb totes les tipologies de bucs conegudes, tant europees com orientals, usades al Mediterrani, l'Atlàntic, el Pacífic i en els mars nòrdics e índics, dels quals fa un estudi exhaustiu i il·lustrat amb excel·lents aquarel·las.
Va participar en totes les exposicions nacionals des de 1864, exceptuant l'any 1892, potser a causa per trobar-se immers en els actes commemoratius del Descobriment d'Amèrica, per als quals va elaborar una reproducció a escala de la nao Santa María com a regal als Estats Units. Va obtenir premis nacionals i estrangers i la Creu de segona classe al Mèrit Naval i el títol de Comanador de l'Orde de Carles III.
Com a gravador va col·laborar en articles de temàtica naval a La Ilustración Española y Americana, Nuevo Mundoi altres revistes de l'època. Va practicar diverses tècniques i materials: oli, aiguaforts, ceràmiques, dibuixos, aquarel·les; com a dissenyador, cal ressenyar els mobles que va crear per al seu gabinet. Algunes de les seves ceràmiques i mobles poden contemplar-se al Museu Nacional de Ceràmica i de les Arts Sumptuàries "Gonzàlez Martí".